# سلمان زارع
سلمان زارع نمایندهٔ شهرستان‌های ‌لاهیجان و سیاهکل در دوره دوازدهم مجلس شورای اسلامی است. وی با کسب ۱۹٬۰۲۳ رأی برگزیده شد.